# Todd Boekelheide

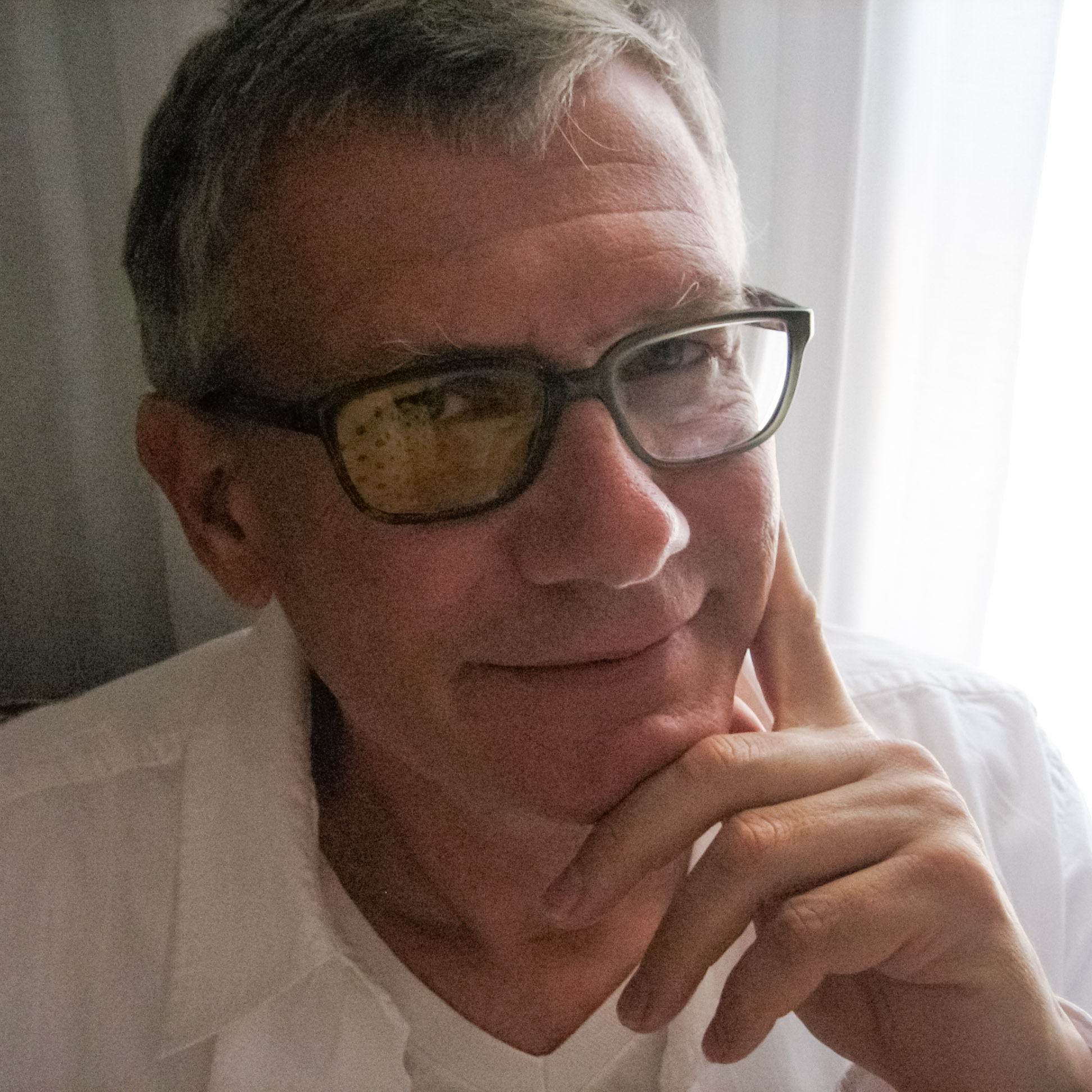
Todd Boekelheide

Todd Boekelheide (geb. vor 1974) ist ein US-amerikanischer Tonmeister und Filmkomponist.

## Leben
Boekelheide begann seine Karriere 1974 als Mitarbeiter in Francis Ford Coppolas Produktionsgesellschaft American Zoetrope in San Francisco. 1976 kündigte er und arbeitete als Schnitt-Assistent an Krieg der Sterne. Er arbeitete an Der schwarze Hengst noch ein letztes Mal am Schnitt.
Nach einem Musikstudium am Mills College in Oakland spezialisierte er sich als Mischtonmeister und wurde 1984 erstmals für den Oscar in der Kategorie Bester Ton für Wenn die Wölfe heulen nominiert. Im darauffolgenden Jahre erhielt er die Auszeichnung für Amadeus.
Seit Mitte der 1980er Jahre ist er zudem als Filmkomponist tätig. Hauptsächlich schrieb er Musik zu Dokumentarfilmen, aber auch für Spielfilme wie Die Jugger – Kampf der Besten und Wie ein Vogel im Wind.  Für seine Kompositionen für Fernsehproduktionen war er drei Mal für den Emmy nominiert, 1999 erhielt er die Auszeichnung für die Musik zur Dokumentation Kids of Survival. Weiterhin war er 1993 für den Genie Award und 1994 für den CableACE Award nominiert.

## Filmografie (Auswahl)
- 1976: Krieg der Sterne (Star Wars) (Schnittassistenz)
- 1979: Der schwarze Hengst (The Black Stallion) (Schnittassistenz, Tongestaltung)
- 1983: Der Stoff, aus dem die Helden sind (The Right Stuff) (Tongestaltung)
- 1983: Wenn die Wölfe heulen (Never Cry Wolf) (Musikproduktion)
- 1984: Amadeus (Tongestaltung)
- 1986: Mosquito Coast (Tongestaltung)
- 1987: Dear America – Briefe aus Vietnam (Dear America: Letters Home from Vietnam) (Komposition)
- 1988: Die unerträgliche Leichtigkeit des Seins (The Unbearable Lightness of Being) (Tongestaltung)
- 1989: Die Jugger – Kampf der Besten (The Blood of Heroes) (Komposition)
- 1990: Waldo Salt: A Screenwriter’s Journey
- 1990: Land der schwarzen Sonne (Mountains of the Moon) (Tongestaltung)
- 1991: Hearts of Darkness – Reise ins Herz der Finsternis (Hearts of Darkness: A Filmmaker’s Apocalypse) (Komposition)
- 1991: Memorial: Letters from American Soldiers (Komposition)
- 1993: Flucht im Mondlicht (Shimmer) (Komposition)
- 1993: Wie ein Vogel im Wind (Digger) (Komposition)
- 1997: The Game (Tongestaltung)
- 1998: Wir bedauern, Ihnen mitteilen zu müssen (Regret to Inform) (Komposition)
- 1999: Fight Club (Tongestaltung)
- 2002: Panic Room (Tongestaltung)
- 2003: Exploring the Reef (Komposition)
- 2006: Boffo! Tinseltown’s Bombs and Blockbusters (Komposition)
- 2007: Beautiful Son (Komposition)
- 2018: Das Geheimarchiv im Warschauer Ghetto (Who Will Write Our History)

## Auszeichnungen
- 1984: Oscar-Nominierung in der Kategorie Bester Ton für Wenn die Wölfe heulen
- 1985: Oscar in der Kategorie Bester Ton für Amadeus
- 1993: Genie-Award-Nominierung in der Kategorie Best Music Score für Wie ein Vogel im Wind
- 1994: CableACE-Award-Nominierung in der Kategorie Original Score für Earth and the American Dream
- 1999: Emmy in der Kategorie Outstanding Achievement in a Craft in News and Documentary Programming - Music für Kids of Survival
- 2007: Emmy-Nominierung in der Kategorie Outstanding Music Composition for a Miniseries, Movie or a Special für Boffo! Tinseltown's Bombs and Blockbusters
- 2010: Emmy-Nominierung in der Kategorie Outstanding Music Composition for a Miniseries, Movie or a Special für Independent Lens